# 李汝節
李汝節（1526年—1576年），字道亨，號新齋，直隸蘇州府嘉定縣民籍，徽州府歙縣人，明朝政治人物。

## 生平
嘉靖三十四年（1555年）乙卯科應天鄉試第二十三名舉人，四十四年（1565年）中式乙丑科會試第五十八名，二甲第十六名進士。大理寺觀政，授安吉州知州，隆慶二年（1568年）六月升順德府同知，三年（1569年）九月升刑部員外郎，五年（1571年）正月降饒州府通判，萬曆元年（1573年）四月升登州府同知，致仕，四年（1576年）卒。

## 家族
曾祖李崇慶；祖父李社鼎；父李文邦，母程氏。弟李汝簡（庠生）、李汝箕、李汝筠（庠生）、李汝笠。子李先芳、李中芳。二女，長女嫁嘉定名士金兆登。